# تل کوشکک
تل کوشکک در شهرستان ممسنی، بخش رستم، روستای تل سفید واقع شده و این اثر در تاریخ ۱۲ بهمن ۱۳۸۱ با شمارهٔ ثبت ۷۲۱۰ به‌عنوان یکی از آثار ملی ایران به ثبت رسیده‌است.